# Ophiacantha quadrispina
Ophiacantha quadrispina is een slangster uit de familie Ophiacanthidae.
De wetenschappelijke naam van de soort werd in 1917 gepubliceerd door Hubert Lyman Clark.